# Paulés de Sarsa
Paulés de Sarsa, także: Paúls de Sarsa – miejscowość w Hiszpanii, w Aragonii, w prowincji Huesca, w comarce Sobrarbe, w gminie Aínsa-Sobrarbe.
Według danych INE z 2005 roku miejscowość zamieszkiwało 30 osób. Wysokość bezwzględna miejscowości jest równa 861 metrów.